# ニア・リード
ニア・リード（Nia Reed、1996年6月27日 - ）は、アメリカ合衆国の女子バレーボール選手。アメリカ代表。

## 来歴

### クラブチーム
クリーブランド出身。2014年、ペンシルベニア州立大学に進学。1年次のNCAA女子バレーボール選手権で優勝を果たした。2018年、トルコリーグのHalkbank Ankaraへ入団し、プロとしてのキャリアをスタートさせる。2019/20シーズンはEdremit Bld. Altınolukでプレーした。2020年、フランスのヴォレロ・ル・カネへ移籍し、2020/21シーズンのフランスリーグAで4位となった。2021/22シーズンはブラジルリーグのSesi Vôlei Bauruでプレーし、リーグ3位となり自身もベストスコアラーとベストオポジット賞を受賞した。2022年、韓国リーグのペッパー貯蓄銀行AIペッパーズへ移籍した。

### 代表チーム
2022年、アメリカ代表に初選出され、同年のネーションズリーグに出場した。

## 球歴
- ネーションズリーグ - 2022年

## 受賞歴
- 2022年 2021/22ブラジル・スーパーリーガ ベストスコアラー、ベストオポジット賞

## 所属クラブ
- ペンシルベニア州立大学（2014-2018年）
- Halkbank Ankara（2018-2019年）
- Edremit Bld. Altınoluk（2019-2020年）
- ヴォレロ・ル・カネ（2020-2021年）
- Sesi Vôlei Bauru（2021-2022年）
- ペッパー貯蓄銀行AIペッパーズ（2022-2023年）
- アスリーツ・アンリミテッド（2023-2024年）
- オマハ・スーパーノヴァス（英語版）（2024年）
- プライア・クルーベ（2024年-）